# Arcobaleno (film 1944)
Arcobaleno (in russo Радуга?, Raduga) è un film del 1944 diretto da Mark Donskoj.
La vicenda si svolge nel 1943, durante la seconda guerra mondiale, nell'Ucraina occupata dalla Wehrmacht.

## Trama
Olena è una contadina incinta che combatte come partigiana, mentre la sorella, sebbene moglie di un ufficiale dell'Armata Rossa impegnato al fronte, è l'amante del comandante militare tedesco locale.
Alla nascita del figlio, Olena torna nel paese natale e cade nelle mani del comandante locale tedesco. Questi cerca di estorcerle, con l'uso della forza, l'informazione sul nascondiglio dei partigiani, ma la cosa non gli riesce.
Con la rioccupazione dei luoghi da parte delle truppe sovietiche, il marito della sorella, rientrato dal fronte, si vendica della consorte per il suo tradimento. I tedeschi sopravvissuti devono essere condotti dinnanzi a un tribunale popolare.